# Glyn Moody
Glyn Moody (...) è uno scrittore di tecnologia britannico.
Egli è meglio conosciuto per il suo libro Codice Ribelle: Linux e la Rivoluzione del Sorgente Aperto (ingl: Rebel Code: Linux and the Open Source Revolution) (2001). Descrive l'evoluzione e il significato dei movimenti per il software libero e il sorgente aperto con molte interviste dei più insigni attivisti hacker per il sorgente aperto e libero del software.
Lavora a Londra e i suoi scritti sono apparsi su Wired, Computer Weekly, LinuxJournal, The Guardian, Daily Telegraph, New Scientist, The Economist e il Financial Times, tra gli altri. Nel 2009 le sue critiche sul suo blog (La vergogna di Spagna) contro la politica d'istruzione dal software del governo di José Luís Rodríguez Zapatero apparso su Linuxtoday, ha avuto un notevole impatto sulla stampa spagnola.

## Opere scelte
- (EN) Digital Code of Life: How Bioinformatics is Revolutionizing Science, Medicine, and Business by Glyn Moody (Hardcover - Feb 3, 2004) ISBN 0-471-32788-3
- (EN) Rebel Code: Linux and the Open Source Revolution  by Glyn Moody (Paperback - Jul 15, 2002) ISBN 0-7382-0670-9
- (EN) The Internet with Windows  by Glyn Moody (Paperback - Jan 15, 1996) ISBN 0-7506-9704-0